# Universidade Tecnológica do Panamá
A Universidade Tecnológica do Panamá (em espanhol, Universidad Tecnológica de Panamá) é a segunda maior universidade do Panamá. É uma universidade estadual, dos quais seis faculdades em sete campi país. O campus principal está um pedaço de 60 acres de terra localizada na Cidade do Panamá, cidade capital do país. 

## História
A Universidade iniciou suas operações como um Instituto Politécnico em 1975, oferecendo programas em engenharia electromecânica, engenharia industrial, engenharia civil, engenharia de computação, e engenharia mecânica. Seis anos mais tarde, a UTP oficialmente torna-se uma universidade que consiste em cinco faculdades (desde 1996). 

## Ensino
A UTP é a principal universidade do país em programas de engenharia e uma das universidades mais importantes na América Central. Oferece programas de graduação e pós-graduação em seis faculdades: Faculdade de Engenharia Civil, da Faculdade de Engenharia Elétrica, da Faculdade de Engenharia Mecânica, da Faculdade de Engenharia Industrial, da Faculdade de Engenharia de Sistemas e Computação da Faculdade de Ciências e Tecnologia. Também oferece programas em conjunto com outras instituições de ensino superior, como o Instituto de Tecnologia da Flórida em os E.U. e da Universidade de Jaén, na Espanha através da FUNIBER. 